# 4B (album)
4B – czwarty album studyjny polskiej piosenkarki Beaty Kozidrak. Wydawnictwo ukazało się 23 lutego 2023 nakładem wytwórni muzycznej Sony Music Entertainment Poland.
Album jest utrzymany w stylu muzyki pop. Składa się z wersji standardowej (1 CD) i płyty analogowej (1 LP).
Płyta zadebiutowała na 28. miejscu polskiej listy sprzedaży – OLiS
Nagrania były promowane singlami: „Gambit”, „Biegiem”, „Jak dla mnie”, „Frajer” i „Panama”.

## Lista utworów
Opracowano na podstawie materiału źródłowego.
| 4B – Wersja standardowa | 4B – Wersja standardowa                   | 4B – Wersja standardowa            | 4B – Wersja standardowa                             | 4B – Wersja standardowa |
| Nr                      | Tytuł utworu                              | Słowa                              | Muzyka                                              | Długość                 |
| ----------------------- | ----------------------------------------- | ---------------------------------- | --------------------------------------------------- | ----------------------- |
| 1.                      | „Frajer”                                  | Beata Kozidrak                     | Beata Kozidrak, Arkadiusz Kopera, Mariusz Obijalski | 3:22                    |
| 2.                      | „Gambit”                                  | Beata Kozidrak                     | Beata Kozidrak, Arkadiusz Kopera, Mariusz Obijalski | 3:33                    |
| 3.                      | „Praga tango”                             | Beata Kozidrak                     | Beata Kozidrak, Arkadiusz Kopera, Mariusz Obijalski | 3:32                    |
| 4.                      | „Jak dla mnie”                            | Beata Kozidrak                     | Beata Kozidrak, Arkadiusz Kopera, Mariusz Obijalski | 3:15                    |
| 5.                      | „Opium”                                   | Beata Kozidrak                     | Beata Kozidrak, Arkadiusz Kopera, Mariusz Obijalski | 2:52                    |
| 6.                      | „Ogień w moim sercu” (oraz Sound’n’Grace) | Beata Kozidrak                     | Beata Kozidrak, Arkadiusz Kopera, Mariusz Obijalski | 3:08                    |
| 7.                      | „Azyl”                                    | Beata Kozidrak, Natalia Wrzosińska | Beata Kozidrak, Arkadiusz Kopera, Mariusz Obijalski | 3:12                    |
| 8.                      | „Siedem nocy, siedem dni”                 | Beata Kozidrak                     | Beata Kozidrak, Arkadiusz Kopera, Mariusz Obijalski | 3:09                    |
| 9.                      | „Weź na luz”                              | Beata Kozidrak                     | Beata Kozidrak, Arkadiusz Kopera, Mariusz Obijalski | 2:52                    |
| 10.                     | „Biegiem” (oraz Kamil Bednarek)           | Beata Kozidrak, Kamil Bednarek     | Beata Kozidrak, Arkadiusz Kopera, Mariusz Obijalski | 3:15                    |
| 11.                     | „Panama”                                  | Beata Kozidrak                     | Beata Kozidrak, Arkadiusz Kopera, Mariusz Obijalski | 3:26                    |
| 12.                     | „Anioł i diabeł”                          | Beata Kozidrak                     | Beata Kozidrak, Arkadiusz Kopera, Mariusz Obijalski | 4:39                    |
|                         |                                           |                                    |                                                     | 40:15                   |

## Pozycja na liście sprzedaży

### Pozycja na liście tygodniowej
| Kraj   | Lista (2023)   | Najwyższa pozycja |
| ------ | -------------- | ----------------- |
| Polska | OLiS – albumy. | 28                |